# Thomas Liese
Thomas Liese (Sangerhausen, 10 de agosto de 1968) é um desportista alemão que competiu para a RDA no ciclismo nas modalidades de pista e rota. Ganhou uma medalha de ouro no Campeonato Mundial de Ciclismo em Pista de 1989, na prova amador de perseguição por equipas.
Fez-se profissional com 30 anos em 1999, após conseguir numerosas vitórias como amador, e se retirou em 2005. Especialista em contrarrelógio, foi campeão da Alemanha nessa especialidade em 2001.

## Medalheiro internacional
| Representando à Alemanha Oriental |                |                 |                             |
| Campeonato Mundial                |                |                 |                             |
| Ano                               | Lugar          | Medalha         | Competição                  |
| 1989                              | Lyon ( França) | Medalha de ouro | Perseguição por equipas (A) |

## Palmarés
| - 1995 - 3.º no Campeonato da Alemanha Contrarrelógio - 1996 - 1 etapa da Carreira da Paz - 1 etapa do Giro del Capo - 2.º no Campeonato Alemanha Contrarrelógio - 1997 - 1 etapa da Carreira da Paz - 3.º no Campeonato da Alemanha Contrarrelógio - 1998 - 1 etapa da Carreira da Paz - Tour da Grécia, mais 3 etapas - 1 etapa do Tour de Thüringe - Volta à Saxónia, mais 1 etapa - 3.º no Campeonato da Alemanha Contrarrelógio - Tour da Hainleite | - 2000 - Volta à Saxónia - 2.º no Campeonato da Alemanha Contrarrelógio - 2001 - Campeonato da Alemanha Contrarrelógio - 1 etapa da Volta à Normandia - 1 etapa da Semana Lombarda - 1 etapa da Carreira da Paz - 2002 - 1 etapa do Tour de Beauce - 2003 - 1 etapa da Volta à Baviera |

## Resultados nas Grandes Voltas

### Tour de France
- 2003 : 136.º